# Dewi Sandra
Dewi Sandra Killick (née le 3 avril 1980 à Rio de Janeiro au Brésil), est une actrice et chanteuse indonésienne.

## Biographie
Sandra est née au Brésil le 3 avril 1980. Dewi possède des racines britanniques et indonésiennes ; son père, John George Killick, est gallois, et sa mère, Hajjah Prihartini, est d'origine betawi,,. Enfant, elle était en surpoids ; elle a donc été surnommée « Miss Piggy ». Cependant, elle réussit à perdre du poids et devient mannequin dès son adolescence, et enregistre sa première compilation intitulée Menari-Nari (Dance) en compagnie de ses amies elles aussi mannequins. Son prénom principal « Dewi » signifie « Déesse » en Indonésien.
En Europe, sa popularité s'est accrue à la fin des années 2000, quand elle a participé au tournage d'un clip vidéo intitulé « Play » à l'occasion du Championnat d'Europe de football 2008 en trio avec les chanteuses indonésiennes Luna Maya et Sandra Dewi.

## Vie personnelle
Dewi Sandra est connue pour avoir eu une vie privée assez chaotique et controversée dans la presse à scandale indonésienne. Elle s'est mariée pour la 1re fois très jeune le 8 octobre 2000 avec l'acteur Surya Saputra, mais celui-ci a réclamé le divorce fin 2004 (face à des rumeurs d'infidélité de la part de son épouse) et le divorce eut lieu en janvier 2005.
La chanteuse s'est remariée le 3 avril 2006 à Bali avec le chanteur de jazz Glenn Fredly (en), l'union a été fortement médiatisée en raison de leurs différentes convictions religieuses. Mais le mariage interreligieux fut plus court que le premier et s'acheva par un divorce peu avant leurs 3 ans de mariage le 17 mars 2009, le couple était réputé pour se disputer souvent durant les derniers mois de leur mariage, à cela s'ajoute des rumeurs d'infidélité (cette fois-ci émanant de la part de Glenn) et du refus de Sandra de fonder une famille.
Elle s'est finalement remariée pour la 3e fois le 11 décembre 2011 avec Agus Rahman, un employé de centre commercial. Le couple réside actuellement à Jakarta et n'a pas d'enfants.

## Discographie

### Albums studio
- Kurasakan (1998)
- Tak Ingin Lagi (2000)
- Ku Akui (2004)
- Star (albums) (2007)
- Wanita (albums) (2009)

## Filmographie
- 2008 : XL, Antara Aku, Kau dan Mak Erot
- 2013 : Coboy Junior The Movie
- 2013 : 99 Cahaya di Langit Eropa
- 2013 : 99 Cahaya di Langit Eropa Part 2
- 2014 : 99 Cahaya di Langit Eropa The Final Edition
- 2014 : Haji Backpacker
- 2016 : Air Mata Surga